# Qin He
Der Qin He oder Qin-Fluss (chinesisch 沁河, Pinyin Qìn Hé, W.-G. Ch'in Ho, englisch Ch'in River) ist ein Nebenfluss des unteren Gelben Flusses (Huang He) in Südost-Shanxi. 
Er entspringt im Kreis Qinyuan der chinesischen Provinz Shanxi und mündet im Kreis Wuzhi der Provinz Henan in den Gelben Fluss. 
Er ist 485 km lang und hat ein Einzugsgebiet von 13.500 Quadratkilometern. Der größte Nebenfluss ist der Dan He 丹河.